# Batalla de Ica
La batalla de Ica, conocida también como desastre o batalla de Macacona, tuvo lugar en inmediaciones de la hacienda Macacona, en Ica, durante la guerra de independencia del Perú, el 7 de abril de 1822 entre los reales ejércitos comandados por el general José de Canterac proveniente de Jauja, enviado por el virrey La Serna para cortar el paso a las tropas del general Domingo Tristán que se replegaban desde Ica hacia Pisco, en dirección a Lima tratando de evitar el enfrentamiento con la fuerza de Valdés que avanzaba desde Arequipa. El resultado de la batalla de Ica fue la destrucción de la división de Tristán.

## El Campo de batalla
La división de Tristán marchaba en columna con dirección a Pisco por el camino de Lima (en ese entonces llamado camino real), tras capturar algunas partidas avanzadas de los patriotas el general Canterác tuvo conocimiento del próximo paso de la columna de Tristán por los callejones de la hacienda Macacona, distante de Ica en dos leguas al norte, mandando a sus soldados a ocupar con toda celeridad posiciones favorables en sus inmediaciones para interceptar al ejército independiente; la operación se realizó durante la noche aunque brillaba la luna llena en un cielo despejado, sobre la una de la madrugada Canterac ocultó a sus tropas en zarzales y médanos de arena. La infantería realista formaba en línea a la derecha del camino y su caballería en los flancos, estaba formada parte en línea y parte en columna.

## Movimientos en la batalla
Cuando la vanguardia del ejército patriota constituida por el batallón Cazadores desembocó en el camino real, tropezó con el batallón Imperial Alejandro, tras lo cual formó sus filas apresuradamente y abrió fuego sobre él, el cual fue inmediatamente contestado por los realistas siendo que tras la primera descarga de estos los Dragones de la Unión cargaron sobre los cazadores a quienes sablearon y dispersaron. El batallón número 2 de Chile que iba detrás trató de sostener el combate formando en columnas pero diezmado por el fuego de flanco que le dirigía el Imperial y cargado a su vez por los Dragones terminó por ceder el campo siendo su jefe Aldunate herido durante la acción y perdiendo el pabellón de Chile que portaba como enseña. Seguidamente entran en el combate los granaderos de la guardia y los húsares de Fernando VII mandados por el comandante Juan Loriga, el resto de la infantería realista de los batallones Real Infante y Cantabria refuerzan al Imperial. Tras la primera acción la fuerza patriota había quedado desorganizada, formando a lo largo del camino por el que venía puntos aislados de resistencia que atacados por la infantería de Canterac por los flancos y cargados de frente por la caballería van cayendo sucesivamente hasta que la división de Tristán es completamente destruida siendo perseguida por la caballería. Los realistas ocuparon Ica al amanecer. La caballería patriota del escuadrón Lanceros del Perú, que venía en apoyo de Tristán desde Chincha, fue cortada la madrugada del día 8 por la caballería realista de Dragones del Perú, al mando del teniente coronel Dionisio Marcilla, que le ocasiona 50 muertos y le toma 80 prisioneros. La artillería de Canterac conducida por el coronel Fernando Cacho arriba al campo de batalla una vez concluida las acciones.

## Conclusiones
La división Tristán quedó destruida, siendo hechos prisioneros el coronel Aldunate, otros 50 oficiales y 1000 hombres de tropa: entre los prisioneros figuraban algunos antiguos oficiales del batallón Numancia que fueron pasados por las armas por desertores. Los realistas capturaron 4 cañones, 2 banderas y el depósito de 2.000 fusiles, 200 tercerolas y 100 sables. Consiguieron escapar Tristán, Gamarra y otros 125 jefes y soldados. Loriga fue enviado a ocupar Pisco, Carratalá quedó de guarnición en Ica, y Canterac volvió a reagrupar sus fuerzas en Jauja. Las bajas realistas fueron, según el parte oficial, de poca consideración contándose entre los muertos dos distinguidos oficiales del escuadrón dragones de la Unión. El resultado de la batalla aumentó el material y la moral de los realistas. A su llegada a Lima, Tristán fue juzgado con un consejo de guerra por sus responsabilidades en el desastre y aunque fue declarado absuelto no volvió a prestar servicio activo en el ejército. El 27 de abril José Carratala derrotó a la montonera de Cayetano Quirós, que había quedado sin punto de apoyo tras la destrucción del ejército patriota, y el 5 de mayo Quirós fue fusilado en la plaza de Ica.